# Les Aventures de Jodelle
Pour les articles homonymes, voir Jodelle.
 (juillet 2017).
Si vous disposez d'ouvrages ou d'articles de référence ou si vous connaissez des sites web de qualité traitant du thème abordé ici, merci de compléter l'article en donnant les références utiles à sa vérifiabilité et en les liant à la section « Notes et références ».
Les Aventures de Jodelle est une bande dessinée expérimentale créée par l'artiste belge Guy Peellaert en 1966. À la fois considéré comme l'un des premiers romans graphiques et comme une composante du pop art européen, cet ouvrage marque le début de la période pop de l'artiste.

## Synopsis
L’histoire se déroule en l’an 14, dans un monde onirique et anachronique où se confondent la Rome antique et l’Amérique des années 1960. Alors que la Proconsule menace d’un coup d'État la République hédoniste de l’empereur Auguste, l’Espionne-chef confie à l’agent Jodelle la mission de s’introduire dans la demeure de la conspiratrice afin d’y subtiliser des preuves. Avec l’aide de Gallia, femme de chambre de la Proconsule, Jodelle met la main sur les documents compromettants mais les deux femmes sont rapidement faites prisonnières. Gallia est exécutée tandis que Jodelle parvient à s’échapper, avant de disparaitre aussitôt. L’Espionne-chef recrute Bodu, jeune cousin de Jodelle doué de télépathie, pour tenter de retrouver la jeune femme.
Pendant ce temps, Jodelle a été découverte au bord d’une route, amnésique, et livrée à un trafic d’esclaves. Baptisée « Amnesia », elle est vendue à Monsieur, dandy énigmatique qui l’installe dans un palais souterrain où elle partage un dortoir avec d’autres prisonnières. Indifférente au sort des autres esclaves du harem, qui préparent une mutinerie, « Amnesia » fait preuve de loyauté et de zèle et devient rapidement la favorite du maître des lieux. Monsieur lui fait découvrir les activités du palais, qui n’est autre que le quartier général clandestin dédié à la propagande de la Proconsule. Amnesia fait également la connaissance de Glamur, le neveu de Monsieur : celui-ci est venu au palais afin de transporter des femmes vers son pays, la Glamurie où ne vivent que des hommes, pour la saison des accouplements. Au cours d’une altercation avec Jodelle, qui se refuse à lui, Glamur perd un bras  dans l'eau « fondante » du canal souterrain, mais finit par échanger un baiser avec la jeune femme, dont il tombe amoureux.
En visite au palais, la Proconsule tombe nez-à-nez avec « Amnesia », qui retrouve aussitôt ses esprits. Rappelée à sa mission, Jodelle conduit la mutinerie des esclaves. Avec l’aide de Bodu et des Glamuriens envoyés en renfort, les rebelles s'échappent du palais après avoir abattu Monsieur. Jodelle remet le journal intime de la Proconsule à l’espionne-chef et à Auguste, qui rendent son contenu publique et provoquent ainsi la disgrâce de la conspiratrice. Alors que celle-ci doit être arrêtée, elle parvient à surprendre Jodelle, Auguste et l’Espionne-chef dans un dernier rebondissement, mais Bodu surgit au moment où la situation semble désespérée. La Proconsule est enfin capturée, puis livrée à la vindicte populaire et mise à mort dans le Colisée, où elle est dévorée par de sinistres créatures.
Le récit connaît un ultime soubresaut lorsque Jodelle et Bodu, ayant accompli leur mission, se laissent aller à une étreinte. Bodu, que l’on a déjà vu se métamorphoser en vampire à plusieurs moments clé de l'aventure, révèle soudainement des yeux rouges et des crocs acérés : il semble prêt à bondir sur Jodelle tandis que, dans la dernière case, la porte se claque avec fracas derrière le couple, laissant le récit en suspens.

## Contexte
En 1964, ayant abandonné un début de carrière dans la publicité et travaillant en tant qu’illustrateur à Bruxelles, Guy Peellaert a l’idée d’intégrer les récentes recherches formelles du Pop art à un album de bande dessinée. Il voit dans ce support, alors largement méprisé et circonscrit au monde de l'enfance, un « cinéma du pauvre » qui lui permettrait de mettre en scène et de raconter en images, seul et à moindre frais, une histoire destinée à un public adulte et « intellectuellement averti ».
Sur le plan conceptuel, Peellaert voit aussi dans ce projet un renversement ludique de la démarche menée par l'artiste américain Roy Lichtenstein, qui détourne alors les vignettes de comics issus de la presse populaire en les reproduisant sur toile, et les intègre à l’art officiel des galeries. Le double détournement auquel se livre ainsi Peellaert lui apparaît comme une forme d'accomplissement de la vision fondatrice du Pop art, qui professe l’interpénétration de l’art et de la vie quotidienne.
En 1965, Peellaert propose une première page des Aventures de Jodelle à l’éditeur parisien Éric Losfeld, dont la boutique d’éditeur-libraire rue du Cherche-Midi est un lieu de rencontres pour les courants les plus divers de l'avant-garde littéraire et pour tous les esprits libres. Proche d’André Breton et du groupe surréaliste, Losfeld est un ardent défenseur des genres mineurs tels que la science-fiction et de l’érotisme, ce qui lui vaut d’être maintes fois inquiété par la censure. Il fait notamment découvrir les premières pièces de Ionesco, les romans de Henry Miller ou les écrits de Marcel Duchamp, et publie Barbarella de Jean-Claude Forest en 1964, une bande dessinée aux accents érotiques qui connait un large succès malgré son interdiction par les lois de protection de la jeunesse alors en vigueur en France.
Observateur assidu des avant-gardes artistiques de l’époque, Peellaert juge le graphisme de Barbarella « vieillot » et peu original, et ambitionne de créer une nouvelle héroïne qui la surclasserait par sa modernité. Losfeld accepte de financer ce projet en découvrant une planche préparatoire de Jodelle, dont les cases sont collées une par une au papier de format raisin et mises en couleur à la gouache, dans un graphisme relativement éloigné de celui qui sera finalement développé par l'artiste.
Réalisant les planches depuis Bruxelles à la fin de l’année 1965, Peellaert se fait accompagner de Pierre Bartier, jeune ami de l’artiste qui signe les textes et participe à ses côtés à l’élaboration du scénario.

## Thèmes
Largement inspirée par le langage cinématographique tant sur le plan formel que celui du récit, l’œuvre est un pastiche du cinéma de genre et de série B, principalement l’espionnage, le péplum, le fantastique et l’érotisme. Ces références se trouvent associées aux ressorts littéraires du surréalisme et du non-sens. Le texte fait apparaître des clins d’œil à la discontinuité du langage telle que pratiquée par Boris Vian ou Eugène Ionesco, le récit cédant souvent le pas à une poésie de l’absurde. L’apparente naïveté et le second degré du récit font apparaitre une grande liberté à l’égard des structures narratives conventionnelles, l'intrigue étant clairement subordonnée à la recherche d’effet visuel et aux humeurs du dessin.
Plaçant la notion de modernité au cœur de sa démarche, Peellaert s’attache à représenter son époque, et définit celle-ci par une confrontation violente de signes hétérogènes. Cette vision traduit l’influence grandissante de l'Amérique conquérante qui déferle sur le vieux continent européen depuis la fin de la Seconde Guerre mondiale, et les profonds chocs culturels et esthétiques qu’elle y produit. 
Selon les interprétations, Peellaert utilise l’anachronie, la catachronie ou encore l’uchronie pour construire un espace-temps où l’Antiquité se trouve dissoute dans le capharnaüm caractérisant la ville moderne, spectacle d’un mélange des genres et de contrastes fascinants. La cité artificielle de Las Vegas, utopie architecturale érigée dans le désert du Nevada, est une source d’inspiration décisive : le casino Caesars Palace, rencontre impossible entre la Rome antique et la société de consommation, est encore en chantier au moment de la création de Jodelle.
Les Aventures de Jodelle opposent une sensibilité libertaire à l’ordre politique, moral et religieux qui caractérise les divers conservatismes subsistant en Europe au milieu des années 1960. Le récit se présente comme une parodie de la vie politique, dont le regard critique se veut distancié plutôt que frontal : « Cela n’attaque rien, mais ne respecte rien. Je crois que Jodelle est amorale », déclare Peellaert à la sortie du livre. 
De nombreuses personnalités symboliques de l’ordre établi apparaissent ainsi furtivement dans des rôles de figuration, telles que le pape Paul VI, Jésus-Christ, le Général de Gaulle, le président Lyndon Johnson ou encore l’académicien François Mauriac. Celles-ci côtoient des vedettes issues de la culture populaire, comme Charles Aznavour ou les Beatles, mais aussi des figures du cinéma d’auteur telles que le comédien Sacha Pitoëff ou du Paris mondain, comme le danseur Jacques Chazot ou le coiffeur Alexandre.
Cette recherche de contrastes entre « high culture » (culture noble et consacrée) et « low culture » (culture populaire) informe l’ensemble des thèmes abordés. Parmi ceux partagés avec les principaux artistes du pop art, on retrouve le culte d’une esthétique de la consommation (voitures, néons, juke-box, flippers, machines à sous, enseignes), du corps (pin-up et body-builders), la mode, la superficialité opposée à la profondeur, la transgression érotique, mais également l’omniprésence de la mort, qui se voit traitée sans affect, entre ironie et distanciation.

## Style, technique et procédés
Sur le plan esthétique et plastique, Les Aventures de Jodelle introduisent de nombreuses innovations alors perçues comme révolutionnaires dans le champ de la bande dessinée.
Divers procédés d’appropriation et de détournement sont mis en œuvre afin de définir le style Jodelle, et en premier lieu la captation, sans consultation préalable, des traits de la chanteuse Sylvie Vartan qui est choisie par Guy Peellaert pour servir de modèle au personnage principal. Travaillant à partir de photographies issues d’une nouvelle presse populaire destinée aux adolescents, l’artiste souhaite une héroïne « parodiquement belle » et incarnant « le style que toute jeune fille se donne actuellement. » En projetant dans un monde adulte érotisé une personnalité symbolisant alors un idéal de jeunesse innocente, l’artiste s’approprie et détourne pour la première fois le pouvoir de projection de la célébrité à des fins subversives. « Je me suis servi de Sylvie Vartan parce qu’elle dégageait un érotisme lisible à différents degrés. » Ce procédé d’appropriation, associé à une recherche de niveaux de signification multiples, est récurrent tout au long de sa carrière, le plus notamment dans la série Rock Dreams, ou plus tard Rêves du vingtième siècle. Il est à rapprocher des détournements de photographies populaires à l’origine même du pop art, de Richard Hamilton à Andy Warhol.
La mise en couleur, réalisée exclusivement au moyen d’aplats de tons purs à l'étape de la photogravure, s’appuie sur un procédé mécanique visant en partie à dissoudre et à démystifier le geste de l’artiste. Peellaert s’inscrit ainsi dans la recherche d’objectivité qui motive alors les principaux artistes pop : dans les arts plastiques et notamment dans la peinture, cette aspiration s’est en partie construite en réaction à l’expressionnisme abstrait qui depuis la fin des années 1940 s’appuie sur la subjectivité du geste physique de l’artiste, et de l’utilisation de la couleur en tant que matière. À partir des années 1960, c'est une vision de l’artiste considérée par de nombreuses avant-gardes comme une posture, que l’avènement de l’œuvre d’art reproductible oblige à dépasser.
Ces aplats mécaniques de tons purs suggèrent la négation de toute profondeur, relief et matière au profit d’un art de la surface. Ils répondent à l’épais trait noir de l’artiste, réalisé à l’encre de Chine et stylisé à l’extrême, donnant un aspect de « serti » aux formes qu’il délimite, à la manière de l’art du vitrail mais également des frontons de flippers que l’artiste n'hésite pas à citer comme une influence esthétique majeure. En effet, les ombres étant bannies au profit des aplats de couleurs vives qui constituent l'unique source de lumière, les formes se trouvent « rétro-éclairées » comme sous l’effet d'un néon électrique. Le critique Pierre Sterckx voit dans le cerné du style Jodelle, conjugué aux aplats de couleurs, une résurgence de l’épais trait noir de Fernand Léger, dont l’artiste disait qu’il lui avait été inspiré par les enseignes lumineuses de Times Square.
Enfin, des pans entiers d’images sont parfois laissés blancs par l’artiste, comme oubliés par le mécanisme de mise en couleur, et provoquent une abstraction de l’espace en même temps qu’ils rythment les compositions.
La recherche constante de l’effet d’optique est au cœur du style Jodelle. Les effets de séries et de duplications de formes constituent un ressort essentiel de ce dynamisme : à l’intérieur d’une même composition, de nombreux personnages se trouvent reproduits à l’identique comme à l’aide d’un tampon duplicateur, dans un procédé classique du pop art et notamment de la sérigraphie, visant à dissoudre mécaniquement la personnalité des sujets et à affirmer le caractère reproductible des images.
L'exploitation à outrance de techniques directement issues du cinéma, telles la plongée, la contre-plongée ou la perspective forcée est conjuguée à une dilatation et à un étirement des formes. Cela aboutit à un élargissement du champ visuel ainsi qu’à une dissolution des repères spatiaux du spectateur. Ce procédé est à rapprocher de l’op art et de l’art cinétique qui émergent à la même période.
L'apparente simplicité du graphisme, reposant sur la stylisation des formes et la radicalité de la mise en couleur, est opposée à la complexité et au foisonnement de compositions baroques qui rappellent l’art monumental étudié par l’artiste dans sa jeunesse. La profusion de figures et de détails, la recherche constante du mouvement et des lignes de force en diagonale, ou encore l’expressivité outrée des personnages sont en effet des éléments caractéristiques du style baroque, que l’artiste détourne de sa dimension noble et sacrée. 
La statuaire néo-classique française (Le Départ des Volontaires de 1792 de François Rude) se voit subvertie dans une parodie de modernité à la gloire des signes de la consommation comme le Coca-Cola et les pin-ups de publicité—libérées mais dépourvues d’identité individuelle—qui triomphent de l’ordre moral et religieux.
Les onomatopées, éléments associés depuis toujours à la bande dessinée pour suggérer le bruit, sont utilisées par Peellaert comme un champ d’expérimentation graphique à part entière. On les retrouve sur la quasi-totalité des planches, où ils apportent une contribution majeure au dynamisme des compositions ainsi qu’à l’aspect mécanique des procédés graphiques.

## Accueil et influence
Annoncées dans la presse française dès la fin de l’année 1965, Les Aventures de Jodelle sont publiées le 30 juin 1966 aux éditions du Terrain Vague. L’éditeur Éric Losfeld consacre à l’album un grand format (25,5 × 32,5 cm) ainsi qu’un épais papier cartonné, faisant du livre une véritable curiosité dans le champ de la bande dessinée. Proposé au prix de 60 francs, soit plus de 75 euros, il est destiné à une minorité fortunée et à un public adulte.
C’est en Belgique, où l’œuvre a été réalisée et où Guy Peellaert réside encore au moment de la sortie de l'album, qu’une fête est donnée pour célébrer cette parution. Cette soirée a lieu le 23 juin 1966 dans la banlieue bruxelloise de Uccle, au restaurant l’Estro Armonico, carrefour de rencontres situationniste et propriété de l’anarchiste Robert Dehoux citée dans les correspondances de Guy Debord. À cette occasion, Guy Peellaert fait éditer une série de draps sur lesquels le personnage de Jodelle est reproduit en sérigraphie. Ces draps sont alors distribués à quelques invités, et comptent aujourd'hui parmi les œuvres les plus rares de l'artiste.
Dès les semaines précédant la parution de Jodelle, la presse annonce la parution prochaine de ce nouveau « roman-bande dessinée » inclassable, et se fait l'écho des rôles de figuration tenus dans l'album par des personnalités éminentes de la société française telles que François Mauriac ou le général de Gaulle.
Le livre étant circonscrit à un réseau de distribution limité, c’est le soutien de personnalités telles que Jean-Louis Bory, alors critique littéraire au Nouvel Observateur, l'écrivain Jacques Sternberg (qui signe la préface du livre) ou encore le critique Jacques Chambon de la revue Fiction, qui permet à Jodelle de connaître un important succès d’estime dès sa sortie. 
Ces personnalités, auxquelles s’ajoutent le cinéaste Alain Resnais qui officie à la revue spécialisée Giff-Wiff, mais aussi Marcel Marnat de La Quinzaine littéraire et du quotidien Le Monde, sont parmi les premières à considérer Jodelle avec sérieux et à admirer ses qualités artistiques novatrices. Le journaliste Frantz-André Burguet publie dans la revue Arts une lettre enflammée destinée à l’héroïne de Peellaert, sous le titre : « Jodelle, mon amour ».
Dans la presse et à la télévision, l’album est au centre de nombreux débats autour de l’évolution récente de la bande dessinée, dont Jodelle est emblématique, vers un territoire d’expression adulte, et vers une nouvelle forme d’art. Sur le plan sociétal, le livre est également associé à la libération des mœurs que connaît la France à partir du milieu des années 1960, avant la révolution sexuelle de la fin de la décennie.
Un an après la sortie du livre, en juin 1967, la vente des Aventures de Jodelle est interdite aux mineurs, par arrêté publié au Journal Officiel de la République. L’album se voit également privé de toute possibilité d’affichage en librairie ou de publicité en vertu de la loi du 16 juillet 1949 visant à protéger la jeunesse française d'une « subversion morale ». Cette condamnation par la censure n’empêche pas le livre de connaître un succès considérable : la première édition est épuisée et Éric Losfeld engage une nouvelle impression dès le mois d’octobre 1967.
La même année, le livre est consacré dans Les chefs-d’œuvre de la bande dessinée, première anthologie française consacrée au medium depuis ses origines, et jouit ainsi d’un statut d’ouvrage classique un an à peine après sa sortie. 
Cependant, le milieu socio-professionnel de la bande dessinée traditionnelle affiche une certaine ambivalence à l’égard de ce succès. Lorsque l’exposition « bande dessinée et figuration narrative » est organisée au musée des Arts décoratifs en avril 1967 avec l’ambition de légitimer la bande dessinée en tant qu'art à part entière, les commissaires reconnaissent volontiers la valeur esthétique de Jodelle mais critiquent « le caractère de procédé hérité du Pop Art » qui définit l’œuvre de Peellaert. Pour les organisateurs, la défense de la bande dessinée représente alors un véritable enjeu militant, et le Pop Art est perçu comme une menace en ce qu'il semble entretenir un rapport de distanciation avec cette forme d’expression considérée en tant qu’émanation d’une culture de masse. 
Le désintérêt alors témoigné par Peellaert à l’égard de ces considérations militantes affectera durablement son image auprès de la communauté de la bande dessinée. L'artiste ne se considère pas comme un auteur de bande dessinée, une forme qui n'est pour lui qu'un champ d'expérimentation parmi d'autres, et qu'il abandonne définitivement dès 1970.

Il faut attendre les années 1990 et l'émergence d'une nouvelle forme de bande dessinée alternative pour que Jodelle, pourtant jamais réédité et demeuré introuvable en dehors des circuits de collectionneurs, se voit conforté dans son statut d’œuvre historique, en tant que première manifestation d’une bande dessinée « d’auteur ». Ce statut particulier est désormais communément admis, et les spécialistes contemporains tels que Gilles Ciment, Thierry Groensteen ou Benoît Peeters ont notamment reconnu le rôle de l'œuvre dans la reconnaissance d'un "neuvième art" affranchi du monde de l'enfance, mais l’ouvrage resta longtemps considéré comme une pure curiosité formelle par le milieu de la bande dessinée.
Parallèlement au processus de réhabilitation par la critique contemporaine, des auteurs emblématiques de la bande dessinée européenne, tels que Hugo Pratt, Jacques Tardi, Philippe Druillet, Guido Crepax ou Milo Manara feront connaître leur admiration pour Jodelle et l’influence de l’œuvre sur leur propre vocation.
En France, le style Jodelle devient rapidement un phénomène de mode bientôt récupéré par la publicité. Éric Losfeld, dans ses mémoires, évoque l’influence de cette esthétique jusque dans la mode vestimentaire adoptée par les jeunes parisiennes de l'époque, qui imitent une des tenues emblématiques de Jodelle en portant des bas de footballeurs américains à rayures de couleur rouge et vert. Cette silhouette est d'ailleurs immortalisée en 1967 par Anna Karina dans la séquence "Roller Girl" de la comédie musicale Anna, premier hommage appuyé du parolier Serge Gainsbourg aux bandes dessinées de Peellaert.
Accaparé par de nombreux projets dès la sortie du livre, Peellaert n’accepte que de rares commandes commerciales avant de se détourner progressivement du style Jodelle, qu’il veut dépasser, et s’expose ainsi à de nombreux plagiats.
Un projet d’adaptation cinématographique des Aventures de Jodelle est élaboré en 1967 par Peellaert et Guy Cavagnac, alors assistant du cinéaste Jean Renoir. Les deux hommes co-écrivent un synopsis de 13 pages, présenté comme un récit d’apprentissage onirique librement adapté de la bande dessinée. Après avoir rencontré les deux hommes, Sylvie Vartan accepte d’incarner Jodelle, mais Cavagnac ne parvient pas à réunir les conditions nécessaires au financement du projet. Au cours d’un entretien en 2005, Peellaert affirme sa grande satisfaction à l’égard du scénario et fustige Sylvie Vartan pour s’être opposée à une scène clé du projet, dans laquelle Jodelle se déshabille devant un personnage aveugle.

## Éditions internationales
En 1968, Les Aventures de Jodelle connaissent une forme de consécration lorsqu’elles sont publiées aux États-Unis par les prestigieuses éditions Grove Press, alors dirigées par Richard Seaver. Cet éditeur américain a vécu à Paris pendant les années 1950 à son retour de la guerre de Corée, et apporte au catalogue de la maison d’édition des textes de Jean Genet, Henry Miller, Harold Pinter, Sade ou encore William S. Burroughs. À l’instar d’Éric Losfeld en France, Seaver mène depuis New York un âpre combat contre la censure américaine. Il se charge lui-même de traduire Les Aventures de Jodelle en langue anglaise, et l’ouvrage parait aux États-Unis dans le même luxueux format que son édition originale française. Le graphisme de la couverture est confié à Roy Kuhlman. 
Il est alors particulièrement difficile de faire distribuer une telle œuvre sur le marché américain, et Les Aventures de Jodelle se trouvent apparentées à un ouvrage érotique, par conséquent restreint à une diffusion confidentielle. Le livre se retrouve notamment proposé à la vente par correspondance dans la presse de charme, où "lesbianisme, homosexualité, vampirisme et sadisme" sont invoqués pour séduire les acheteurs potentiels. Malgré ces contraintes et ces contresens, le prestigieux magazine New York consacre en mai 1968 un article à la métamorphose des bandes dessinées européennes et salue le « record de sophistication graphique » représenté par Jodelle, qu’il compare aux collages d’Henri Matisse et dont il affirme la nette supériorité artistique sur Barbarella, qui parait aux États-Unis la même année.
Les Aventures de Jodelle sont alors représentées par la nouvelle agence spécialisée Opera Mundi, et deux autres éditions internationales voient le jour.
Une édition allemande est publiée en 1967 par Peter Schünneman, qui deviendra plus tard un très proche collaborateur de Guy Peellaert et financera notamment Rock Dreams entre 1970 et 1973, puis Las Vegas, The Big Room entre 1976 et 1986.
Une édition italienne paraît également en 1968, avec une préface de Rinaldo Traini, personnalité marquante de la première génération de spécialistes européens à développer une approche sociologique de la bande dessinée. Celui-ci est l’un des premiers à percevoir les différents niveaux de lecture de l’œuvre, et attire l’attention sur les pièges d’une simple lecture superficielle. Il analyse le personnage de Jodelle comme « la projection sexuée des fantasmes qui obsèdent notre société : une fille à la beauté parodique qui place la mystique féminine et le cauchemar érotique au niveau d’une caricature grotesque. »
Traini sera rejoint par ses compatriotes Umberto Eco, qui définit Jodelle comme une « méta-bande dessinée pop », ou encore Federico Fellini, qui compte parmi les membres du Centre d’études des littératures d’expression graphique et voit dans l’œuvre de Peellaert « la littérature de l’intelligence, de l’imagination et du romantisme ».
En 2013, quarante-sept ans après la sortie de l’édition originale des Aventures de Jodelle, les héritiers de Guy Peellaert acceptent de faire publier une première réédition de l’œuvre aux États-Unis, à la demande de Kim Thompson, propriétaire de la maison d’édition Fantagraphics. Ce dernier supervise un important chantier de restauration numérique en l’absence des planches originales disparues, et propose une nouvelle traduction anglaise du texte à la suite de Richard Seaver. Cette édition est enrichie d’un supplément consacré à la période Pop de Peellaert, intitulé Fragments of the Pop Years et comprenant de nombreux documents inédits issus des archives personnelles de l’artiste. Il s’agit du dernier projet éditorial mené à bien par Kim Thompson, qui meurt brutalement des suites d’un cancer en juin 2013, quelques semaines seulement après la sortie du livre dont il n’a pu assurer la promotion. 

Cette édition n’est pas distribuée en France, à l’exception du magasin parisien Colette qui propose le livre en exclusivité avant sa parution aux États-Unis dès le mois d’avril 2013.